# フェルケール博物館
フェルケール博物館（フェルケールはくぶつかん　英:Verkehr Museum）は、静岡県静岡市清水区にある美術館。
正式名称は清水港湾博物館。愛称の「フェルケール」はドイツ語で「交通」を意味する。

## 概要
1978年（昭和53年）7月20日、創立者7代目鈴木與平により、清水市（現・静岡市清水区）の清水港に、清水港湾資料館として発足。1991年（平成3年）5月3日、清水港湾博物館(愛称：フェルケール博物館)として新たに開館した。
二階建て。展示室は1階4室と2階に1室の計5室。郷土ゆかりの作家 曾宮一念などを中心とした近現代の洋画・日本画のコレクションなどがある。

## アクセス
- JR東海道本線清水駅 または静鉄静岡清水線新清水駅より、静鉄バス「波止場フェルケール博物館」下車